# Louis Defré
Louis Joseph Defré, né à Louvain le 19 décembre 1814 et mort à Uccle le 27 avril 1880, est un député belge et bourgmestre d'Uccle.

## Biographie
Louis Defré est le fils du médecin obstétricien Jean-Baptiste Defré et de Thérèse Vanden Berck.  Il épouse Julienne Asselberghs. Alice Bron, célèbre philanthrope connue pour son action en faveur des femmes et des ouvriers, est leur fille.
Il fut proclamé docteur en droit à l'Université catholique de Louvain en 1839 et fit carrière à Bruxelles comme avocat. Il participa aussi à la rédaction du journal libéral Le Messager de Gand et des Pays-Bas.
Il devint en 1859 conseiller communal d'Uccle, commune dont il devint bourgmestre de 1864 à 1872.
Il s'impliqua beaucoup dans la création d'écoles communales.
Il montra un grand dévouement lors de l'épidémie de choléra de 1866.
De 1858 à sa mort, il fut député de l'arrondissement de Bruxelles.
Il écrivit plusieurs libelles politiques sous les pseudonymes de Joseph Boniface et Maurice Voituron, comme par exemple le pamphlet Tiel Uylenspiegel patriote.
Il fut également membre de l'association Vlamingen Vooruit in Brussel.

## Mémoire
C'est en son honneur qu'une grande avenue d'Uccle reçut le nom d'avenue De Fré.

## Publications (sous le pseudonyme Joseph Boniface)
- De l'influence du dogme catholique sur la politique nationale, Bruxelles, 1855.
- L'intolérance catholique et les lettres pastorales, Bruxelles, 1857.
- Tiel Uylenspiegel patriote, Bruxelles, 1860.
- Influence épiscopale: Réponse à M. Prosper Cornesse, ministre de la justice par Louis de Fré, Bruxelles, 1871.
- Jean Fusco, roman, 1877.
- Biographie anecdotique, par un ami d'enfance, Bruxelles, 1881.

## Publications sous le pseudonyme de Maurice Voituron
- Le Parti libéral joué par le Parti catholique, dans la question de l'enseignement supérieur ou Ce que coûte aux contribuables l'Université cléricale de Louvain : épitre à Mgr. De Ram, Bruxelles chez Périchon, 1850.

## Source
Cet article, en tout ou en partie, est une tranduction de l'article en néerlandais Louis Defré[réf. nécessaire]